# Vlag van Goeree-Overflakkee (gemeente)

Vlag van de gemeente Goeree-Overflakkee

De vlag van Goeree-Overflakkee is de gemeentelijke vlag van de Zuid-Hollandse gemeente Goeree-Overflakkee. De uitvoering van de vlag werd op 4 maart 2021 door de gemeenteraad vastgesteld, op basis van een ontwerp van de Hoge Raad van Adel. De vlag is afgeleid van het gemeentewapen.
De vlag kan als volgt worden beschreven:
Zes golvende banen blauw en wit die zich verhouden tot de hoogte als 5 : 1 : 1 : 1 : 1 : 1 en een gele korenschoof uitkomende uit de bovenste witte baan.
De betekenis van de vlag is precies hetzelfde als die van het wapen: vruchtbaar land – de korenschoof – steekt zich uit de zee. De schoof omvat dertien korenaren, die verwijzen naar de dertien oude kernen die samen de gemeente vormen. De vijf golvende banen zijn dan weer de vijf waterstromen rondom Goeree-Overflakkee.

## Geschiedenis

Voormalige vlag van de gemeente Goeree-Overflakkee (tot 2021)

Vanaf de fusie in 2013 maakte Goeree-Overflakkee gebruik van een logovlag. Deze bestaat uit een witte achtergrond waarop het gemeentelogo is afgebeeld. Logovlaggen worden niet opgenomen in het vlaggenregister van de Hoge Raad van Adel omdat ze zich niet aan de regels van de vlaggenkunde houden. Deze vlaggen kunnen wel een officiële status hebben als ze bij besluit door de gemeenteraad zijn aangenomen, maar dit gebeurt vaak ook niet. Tegenwoordig gebruikt de logovlag nog steeds gebruikt naast de officiële gemeentevlag, welke uitsluitend door het gemeentebestuur wordt gebruikt.
Het logo is in 2012 ontworpen en heeft als beeldmerk drie met elkaar verbonden zwarte ringen die omsloten zijn door een kleurverloop van blauw tot groen. De drie ringen zijn geplaatst in een kop-hals-romp structuur en symboliseren de dijken. In het wit is het landschap gebaseerd op de vorm van het eiland Goeree-Overflakkee. Het beeldmerk moet de strijd tegen het water symboliseren en de saamhorigheid van de inwoners symboliseert.
Het Streekmuseum Goeree-Overflakkee in Sommelsdijk ontving eind 2020 het verzoek om een echte gemeentevlag te creëren, vooral omdat de burgers behoefte hadden aan een vlag die als symbool van verbondenheid kon worden gebruikt. De Hoge Raad van Adel stelde de gemeente twee ontwerpen voor die overeenkwamen met de afbeelding van het gemeentewapen. In het eerste ontwerp, dat de voorkeur van de Hoge Raad kreeg, ligt de korenschoof op een derde van de lengte van de vlag, wat gebruikelijk is in Nederlandse (gemeente)vlaggen. De gemeente heeft dit voorstel geaccepteerd. Het tweede ontwerp had de korenschoof in het midden.
Uiteindelijk kreeg de gemeente een officiële gemeentevlag op 4 maart 2021 die door de gemeenteraad werd vastgesteld, op basis van een ontwerp van de Hoge Raad van Adel. Aansluiting is hierbij gezocht bij het gemeentewapen, dat eveneens een blauw veld, drie witte golvende dwarsbalken en een uit de bovenste witte golf uitkomende geelgouden korenschoof laat zien.
De gemeenteraad nam op 4 maart 2021 het volgende besluit:
de vlag van de gemeente Goeree-Overflakkee vast te stellen overeenkomstig ontwerp 1 zoals genoemd in de brief van de Hoge Raad van Adel d.d. 16 november 2020, kenmerk 20/206-13
De vlag staat in het raadsbesluit verder niet beschreven en ook niet afgebeeld. Uiteindelijk kreeg later een beschrijving voor de vlag. Daarin staat de vlag als volgt beschreven:
Zes golvende banen blauw en wit die zich verhouden tot de hoogte als 5 : 1 : 1 : 1 : 1 : 1 en een gele korenschoof uitkomende uit de bovenste witte baan.
Als de gemeente had besloten het wapen van het voormalige waterschap Goeree-Overflakkee te gebruiken, zou de vlag van dit waterschap waarschijnlijk de gemeentevlag zijn geworden.

## Dorpsvlaggen
In Goeree-Overflakkee zijn er dertien oude kernen en een relatief nieuw dorp, Achthuizen, dat nooit een eigen gemeente heeft gehad. Bertrand van den Boogert, lid van het bestuur van het Streekmuseum Goeree-Overflakkee, stelde voor om in samenwerking met de dorpsgemeenschappen een vlag voor elk dorp te ontwerpen, met als doel de unieke identiteit van de dorpen te benadrukken. In de meeste situaties zijn het wapenvlaggen die identiek zijn aan de oude gemeentewapens. Tegenwoordig hebben alle veertien woonkerken een dorpsvlag. In het geval van Goedereede betreft het precies een stadsvlag.

Vlag van Achthuizen
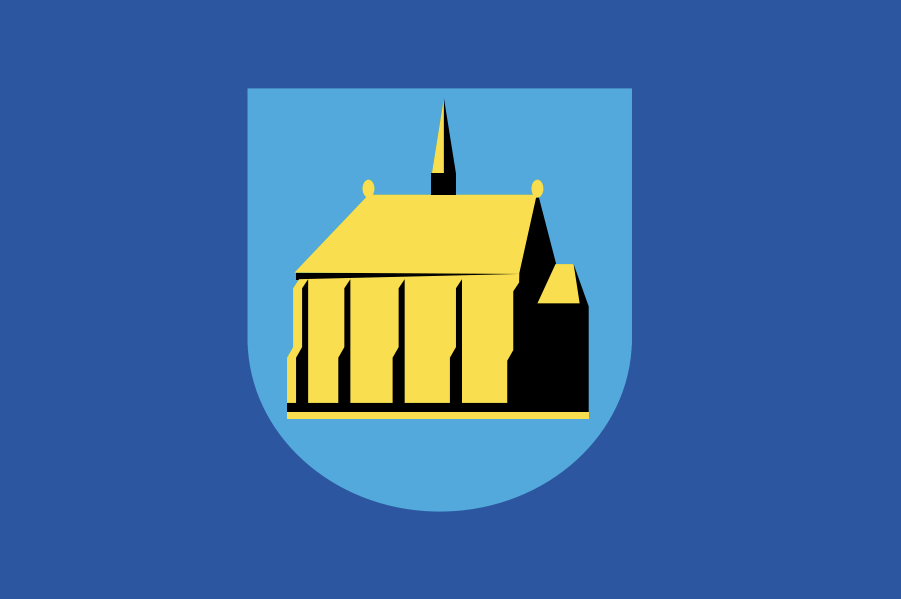
Vlag van Den Bommel
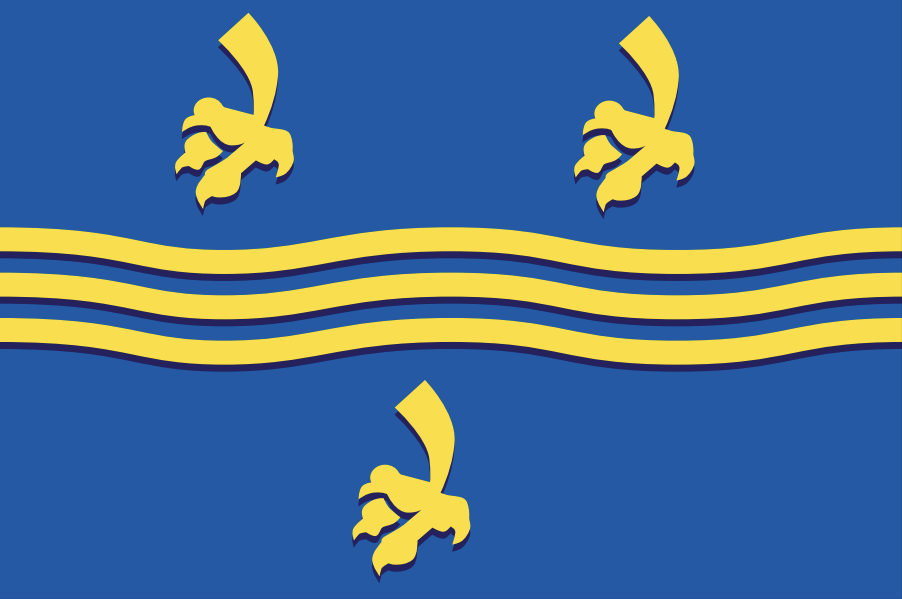
Vlag van Dirksland
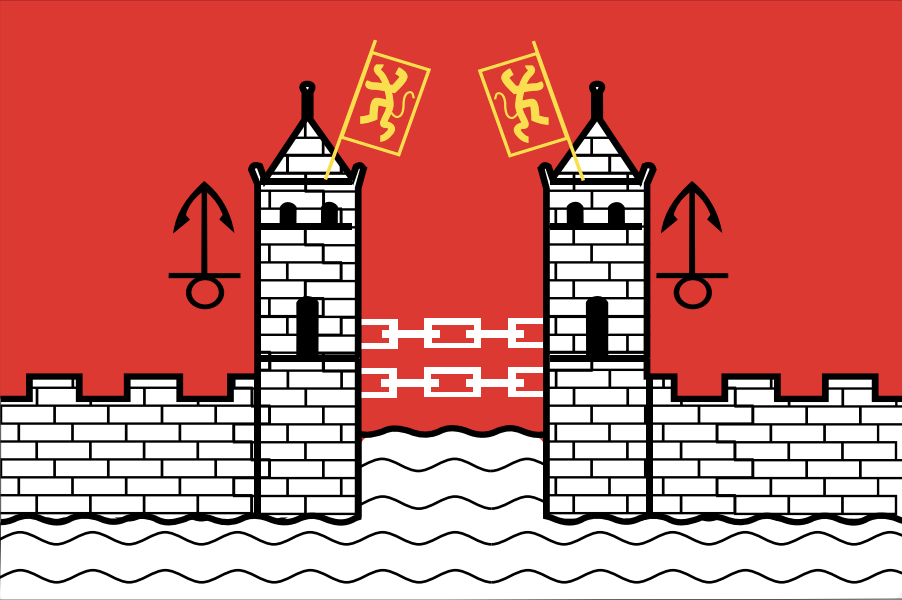
Vlag van Goedereede
Vlag van Herkingen
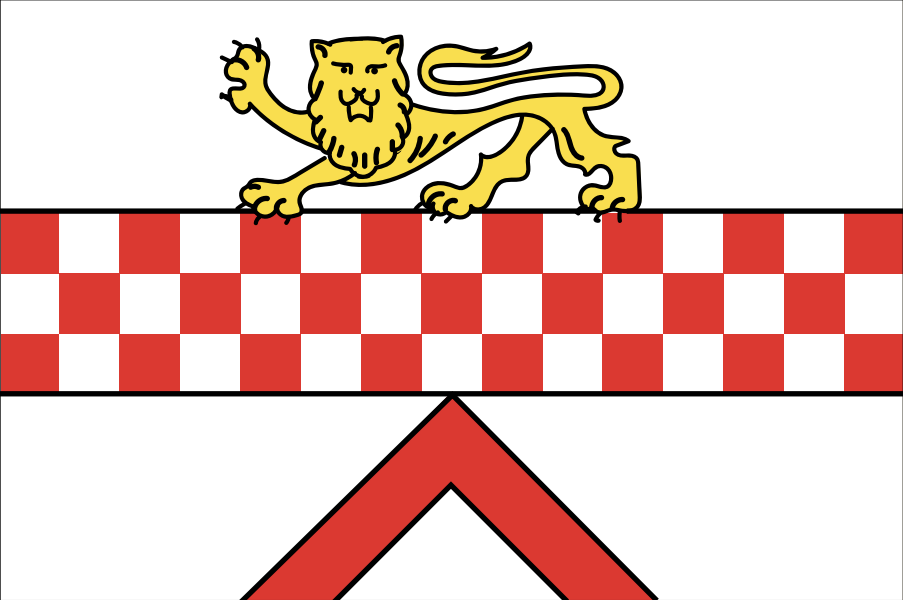
Vlag van Melissant
Vlag van Middelharnis
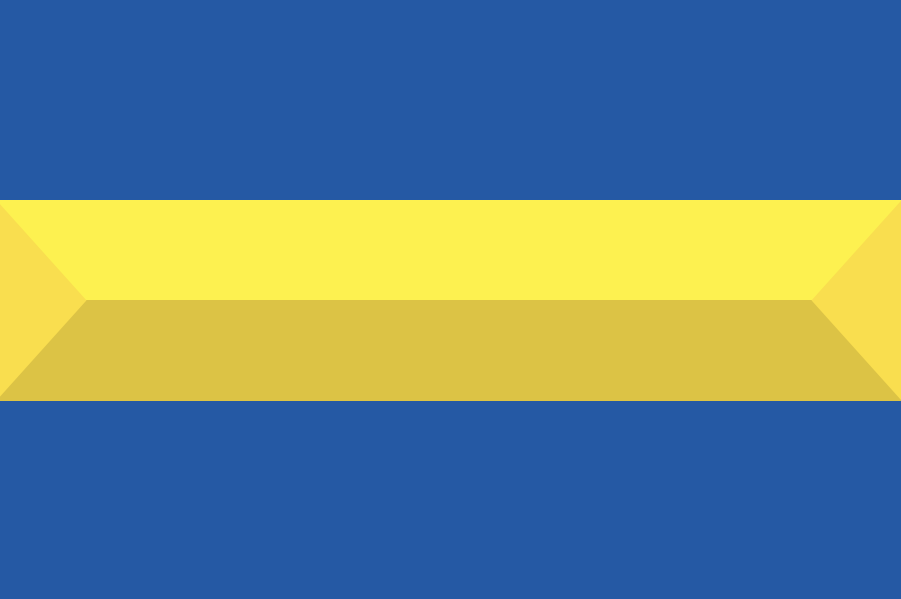
Vlag van Nieuwe-Tonge
Vlag van Ooltgensplaat
Vlag van Ouddorp
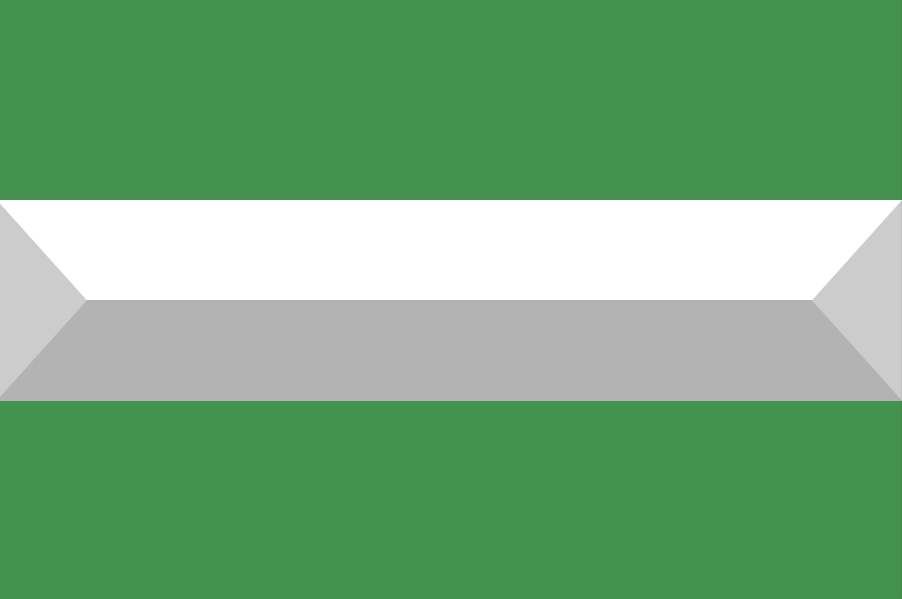
Vlag van Oude-Tonge
Vlag van Sommelsdijk
Vlag van Stad aan 't Haringvliet
Vlag van Stellendam

Alblasserdam
· Albrandswaard
· Alphen aan den Rijn
· Barendrecht
· Bodegraven-Reeuwijk
· Capelle aan den IJssel
· Delft
· Den Haag
· Dordrecht
· Goeree-Overflakkee
· Gorinchem
· Gouda
· Hardinxveld-Giessendam
· Hendrik-Ido-Ambacht
· Hillegom
· Hoeksche Waard
· Kaag en Braassem
· Katwijk
· Krimpen aan den IJssel
· Krimpenerwaard
· Lansingerland
· Leiden
· Leiderdorp
· Leidschendam-Voorburg
· Lisse
· Maassluis
· Midden-Delfland
· Molenlanden
· Nieuwkoop
· Nissewaard
· Noordwijk
· Oegstgeest
· Papendrecht
· Pijnacker-Nootdorp
· Ridderkerk
· Rijswijk
· Rotterdam
· Schiedam
· Sliedrecht
· Teylingen
· Vlaardingen
· Voorne aan Zee
· Voorschoten
· Waddinxveen
· Wassenaar
· Westland
· Zoetermeer
· Zoeterwoude
· Zuidplas
· Zwijndrecht